# 이블데드 2020
《이블데드 2020》(영어: Curse of the Blind Dead)은 2020년에 공개한 이탈리아의 영화이다.

## 캐스팅

### 주연
- 아론 스티엘스트라 : 마이클 역
- 앨리스 자니니 : 릴리 역

### 조연
- 파비오 테스티 : 제일러 역
- 제니퍼 미스치아티 : 카렌 역
- 프란체스카 펠레그리니 : 린 역
- 빌 허친스 : 아벨 역
- 데이비드 화이트 : 파라다이스 맨 역